# Sindrome da sonno posticipato
La sindrome da sonno posticipato è un disturbo del ritmo circadiano del sonno, un problema nella capacità di addormentarsi e avere picchi di veglia appropriati alla società in cui si vive, con le alterazioni che riguardano anche i ritmi circadiani della secrezione ormonale e della temperatura corporea.

## Caratteristiche
Chi soffre di questo disturbo solitamente non riesce a dormire sino alle prime ore del mattino e ha grosse difficoltà a risvegliarsi a orari adeguati. Spesso queste persone hanno comunque una certa regolarità nell'orario di sonno e dunque se lasciati dormire assecondando le proprie esigenze interne hanno una buona qualità di sonno e un risveglio spontaneo. È per loro estremamente difficile andare normalmente a scuola o seguire un comune orario lavorativo.
Se si autoimpongono uno schema di sonno più in sintonia con i ritmi della società (per esempio andare a dormire alle 23 e svegliarsi alle 7) vanno incontro a deprivazione di sonno, infatti, per quanto siano stanchi e assonnati, non riusciranno mai ad addormentarsi così presto, ne deriva che l'unico modo per alzarsi presto è rinunciare a buona parte delle proprie ore di sonno. Se non si riposa il giusto numero di ore di cui si ha bisogno, si manifesterà inevitabilmente un'eccessiva sonnolenza diurna.
Questo disturbo solitamente si sviluppa in età scolare o durante l'adolescenza. Normalmente scompare in seguito, alla fine dell'adolescenza, ma a volte può persistere per tutta la vita. Formalmente descritto per la prima volta nel 1981 dal dottor Elliot D. Weitzman, viene spesso interpretato impropriamente quale insonnia cronica, disturbo psicologico o scarsa disciplina.

## Diagnosi differenziale
Al momento della diagnosi bisogna fare attenzione a operare una distinzione fondamentale tra i pazienti con una condizione reversibile, e quelli con una condizione irreversibile. Chi possiede una cattiva igiene del sonno (per esempio sottoporsi a intense fonti luminose come i tablet prima di coricarsi, andare a letto tardi) potrebbe manifestare sintomi simili nel breve termine, ma, applicando opportuni cambiamenti alla propria routine per un periodo sufficientemente lungo (dalle 2 settimane a un mese), è in grado di riallineare la fase del sonno con i ritmi civili e di ritrovare un sonno ristoratore.
Il sonno posticipato reversibile sta diventando sempre più comune per via di recenti fenomeni sociali, come l'uso intensivo di pc, smartphone e tablet prima di coricarsi e l'abitudine di andare a letto tardi la sera; dunque, se un paziente presenta un sonno posticipato, nella maggior parte dei casi ricadrà in questa categoria. Il sonno non è come una banca, in cui ciò che si perde la sera lo si recupera la mattina o, peggio, nel fine settimana; il sonno per essere efficiente ha bisogno di essere collocato in un ritmo sonno-veglia che sia il più costante possibile e anche il più possibile allineato alle variazioni della luce ambientale. Un sonno poco efficiente predispone a una lunga serie di disturbi psichiatrici, gastrointestinali e cardiovascolari.
Il discorso è diverso per il vero paziente affetto da sindrome del sonno posticipato, infatti quest'ultimo, nonostante tutti gli sforzi di volontà e i cambiamenti nello stile di vita, non è in grado di riallineare pienamente i propri ritmi, la sua è una condizione quasi irreversibile. Per cui in fase di diagnosi è innanzi tutto necessario imporre al paziente un forte cambiamento nello stile di vita, assicurarsi che lo segua, e in base alla risposta a tale terapia comportamentale classificarlo in una delle due categorie. In caso di reale sindrome da sonno posticipato si può ricorrere, oltre che all'igiene del sonno, anche alla luminoterapia, la cui efficacia è però molto variabile e limitata.